# 排中律
在逻辑中，排中律（拉丁語：tertium non datur）声称对于任何命题 {\displaystyle P}，{\displaystyle (P\vee \neg P)} 为真。排中律是思维规律之一。
符号 '{\displaystyle \neg }' 读作“非”，{\displaystyle \vee } 读作“或”，{\displaystyle \wedge } 读作“与”。
例如，如果 {\displaystyle P} 是
“張三是秃子”
则包含式析取
“張三是秃子，或張三不是秃子”
为真。
这不完全同于二值原理，它陈述的是 P 必须要么是真要么是假。它也不同于无矛盾律，它陈述的是 {\displaystyle \neg (P\wedge \neg P)} 是真。排中律只是说 {\displaystyle (P\vee \neg P)} 整体是真。不提及 {\displaystyle P} 自身可以采用什么真值。在任何情况下，任何二值逻辑的语义都将为 {\displaystyle P} 和 {\displaystyle \neg P} 指派对立的真值(就是说，如果 {\displaystyle P} 是真，则 {\displaystyle \neg P} 是假)，所以在二值逻辑中排中律会等价于二值原理。但是，对于非二值逻辑或多值逻辑就不能这么说。
特定的逻辑系统可能通过允许多于两个真值(比如：真、假、中；真、假、非真非假、亦真亦假)而拒绝二值原理，但接受排中律。在这种逻辑中，{\displaystyle (P\vee \neg P)} 可以为真，而 {\displaystyle P} 和 {\displaystyle \neg P} 不被分别指派为对立的真值。
一些逻辑不接受排中律，最著名的是直觉逻辑。文章《二值和有关规律》中详细地讨论了这个问题。
排中律可能被误用，导致排中律的逻辑谬论，这也叫做假两难推理。

### 排中律的使用例
证明: 存在无理数{\displaystyle a}和{\displaystyle b},满足{\displaystyle a^{b}}的值为有理数
设 {\displaystyle a={\sqrt {2}},b={\sqrt {2}},c=a^{b}={\sqrt {2}}^{\sqrt {2}}}
1.假设{\displaystyle c}是有理数, 则证明成立
2.假设c是无理数, {\displaystyle c^{\sqrt {2}}=\left({\sqrt {2}}^{\sqrt {2}}\right)^{\sqrt {2}}={\sqrt {2}}^{2}=2}
(也就是说{\displaystyle a=c,b={\sqrt {2}}}) 
这里的证明需要假设{\displaystyle {\sqrt {2}}^{\sqrt {2}}} 不可能既不是有理数又不是无理数,换言之则假设了排中律的成立.